# 細川町西
細川町西（ほそかわちょうにし）は、兵庫県三木市の大字。旧・美嚢郡細川村西。郵便番号は673-0715。

## 地理
細川地区の西側に位置する。東側は細川町豊地、細川町細川中・西側は久留美・南側は平井・北側は細川町脇川である。

## 歴史
10世紀の中期に村が形成された。元々は西村と呼ばれていた。

### 沿革
- 1954年6月1日 - 三木市編入に伴い、三木市細川町西になる。

### 字域の変遷
| 実施前             | 実施年       | 実施後         |
| ------------------ | ------------ | -------------- |
| 美嚢郡細川村大字西 | 1954年6月1日 | 三木市細川町西 |

## 世帯数と人口
2022年（令和4年）2月28日現在の世帯数と人口は以下の通りである。
| 町丁     | 世帯数 | 人口 |
| -------- | ------ | ---- |
| 細川町西 | 33世帯 | 66人 |

## 小・中学校の学区
市立小・中学校に通う場合、学区は以下の通りとなる。
| 番地 | 小学校             | 中学校             |
| ---- | ------------------ | ------------------ |
| 全域 | 三木市立豊地小学校 | 三木市立星陽中学校 |

## 交通

### 鉄道
地内には鉄道は走っていない。

### バス
- 神姫バス
- みっきぃバス

### 道路
- 山陽自動車道 - ランプ等は作られていない。自動車道建設時、この地内での高架橋建設にあたり兵庫県教育委員会によって弥生時代から古墳時代の住居跡が発見されている[4]。
- 兵庫県道20号加古川三田線

## 施設
- 九社神社 - 948年11月11日に鎮守社として創建された。[4]
- 観音寺
- 脇川浄水場